# نان آرون
نان آرون (بالإنجليزية: Nan Aron)‏ هي محامية أمريكية، ولدت في 1948.